# فرنسيس جوزيف موناغان
فرنسيس جوزيف موناغان (بالإنجليزية: Francis Joseph Monaghan)‏ هو كاهن كاثوليكي أمريكي، ولد في 30 أكتوبر 1890 في نيوآرك في الولايات المتحدة، وتوفي في 13 نوفمبر 1942.